# McLaren Automotive
Pour les articles homonymes, voir McLaren.

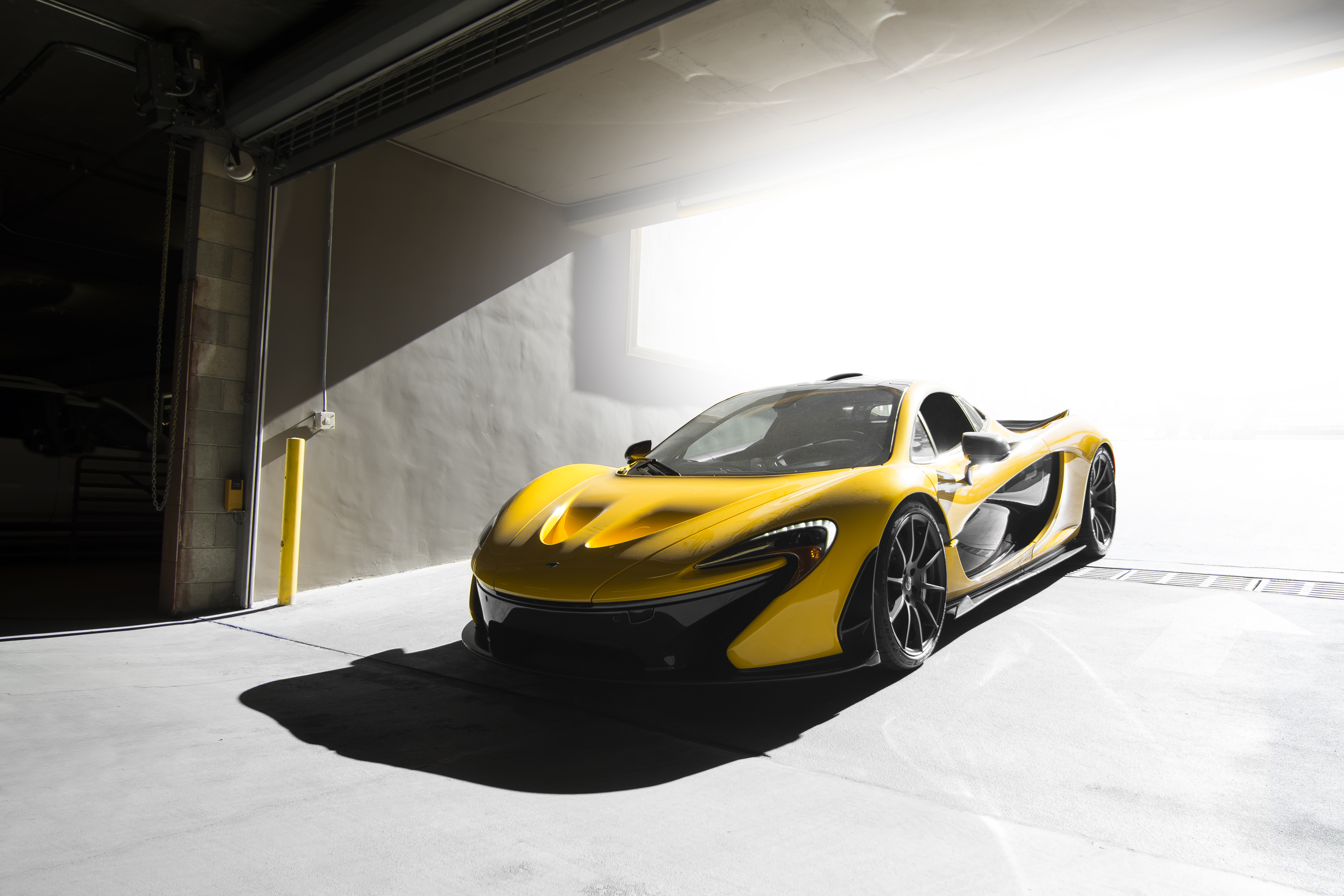
McLaren P1 jaune.

McLaren Automotive est un constructeur automobile britannique créé en 1989, branche du McLaren Technology Group, spécialisé dans la conception de voitures de sport de haut de gamme. La société a été fondée par l'homme d'affaires britannique Ron Dennis, qui en fut également le dirigeant.

## Historique

### Préambule
Le projet débute lorsque Bruce McLaren décide de fabriquer une voiture d'endurance à la fin des années 1960. Pour répondre à la réglementation de l'époque, au moins cinquante voitures devaient être construites. Cependant, des problèmes d'homologation ont conduit à l'abandon du projet.
Ayant toujours nourri l'ambition de construire sa propre voiture de route, Bruce McLaren voulait transformer le projet en voiture de route. Il voulait construire la voiture la plus rapide au monde. Au début des années 1970, les travaux ont commencé sur la GT. Avec le  designer en chef Gordon Coppuck, Bruce développa un prototype, avec l'objectif de produire jusqu'à 250 voitures par an. Finalement, seulement deux McLaren M6GT ont été construites, dont le prototype original. Celui-ci, l'OBH 500H, est devenu le véhicule personnel de Bruce jusqu'à sa mort prématurée à Goodwood le 2 juin 1970. Le projet de voiture de route est mort avec lui.

## Logo

McLaren logo (1963-1981).
McLaren logo (1981-2019).
McLaren logo (2019-2021).
McLaren logo (2021).

### Développement
McLaren Automotive est fondé en 1989 par Ron Dennis sous le nom de « McLaren Cars ». En 2003, à la suite de sa fusion avec la branche McLaren Composites, McLaren Cars prend le nom de « McLaren Automotive ».

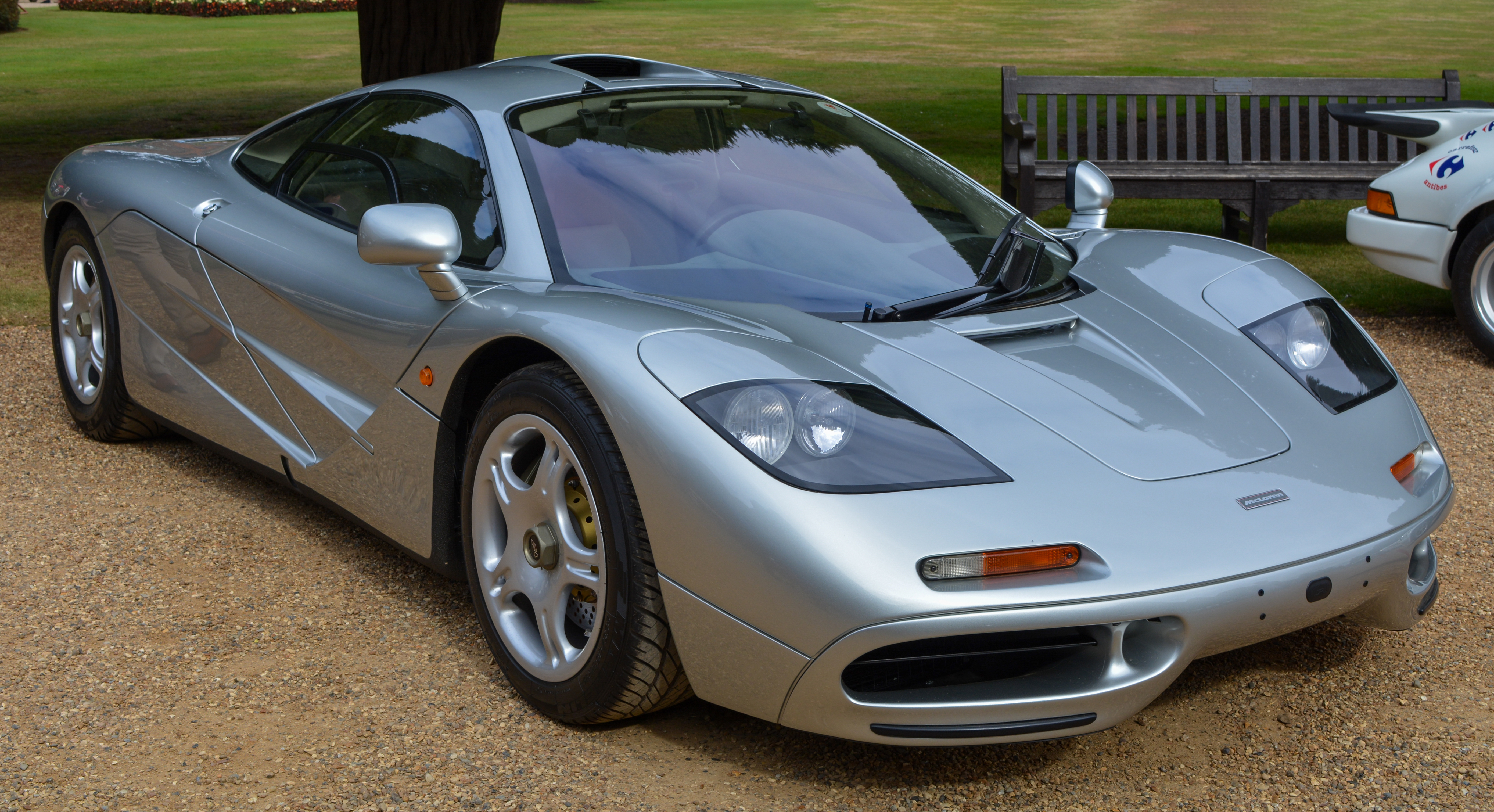
McLaren F1, 1993.
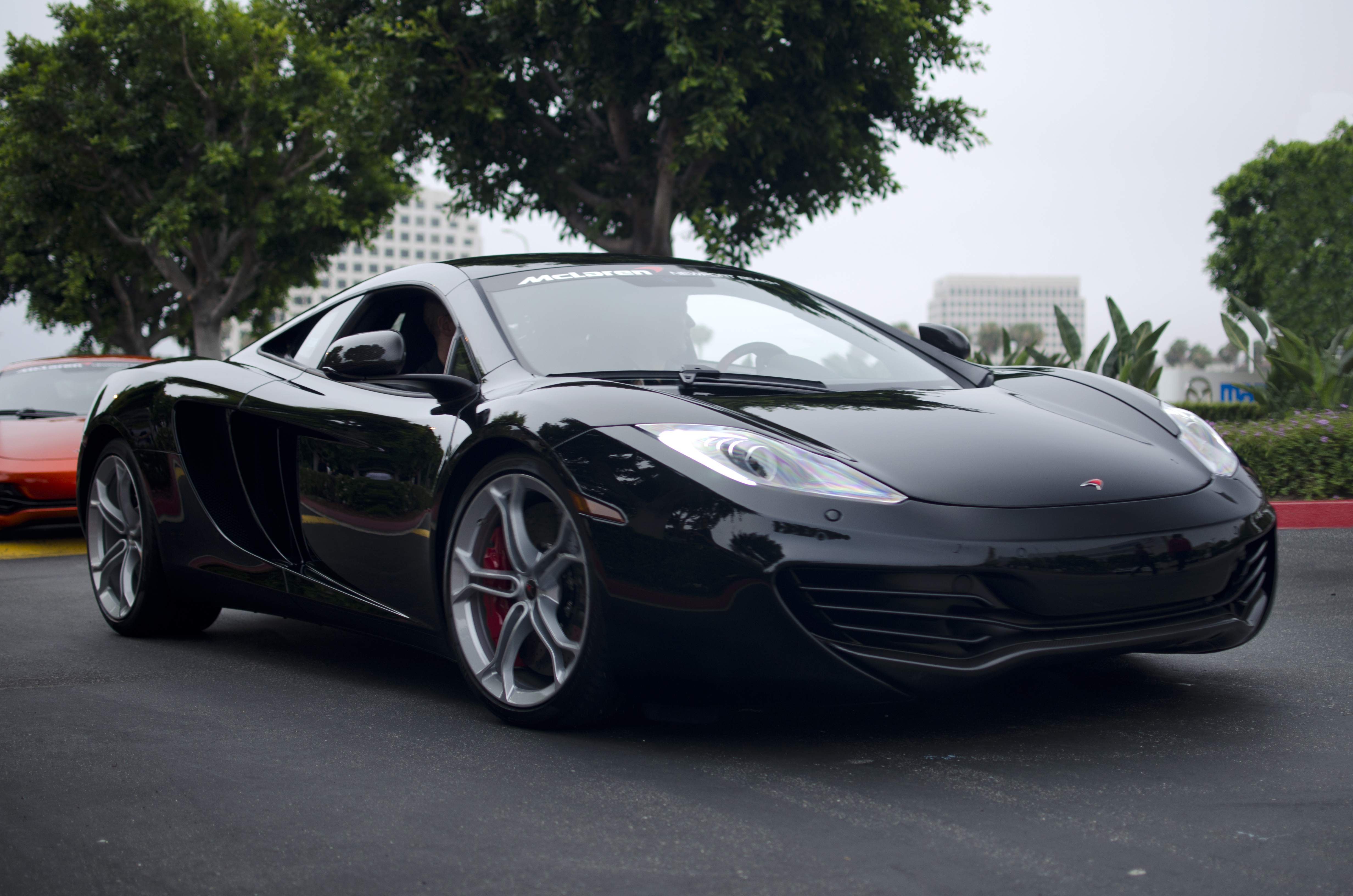
McLaren MP4-12C.
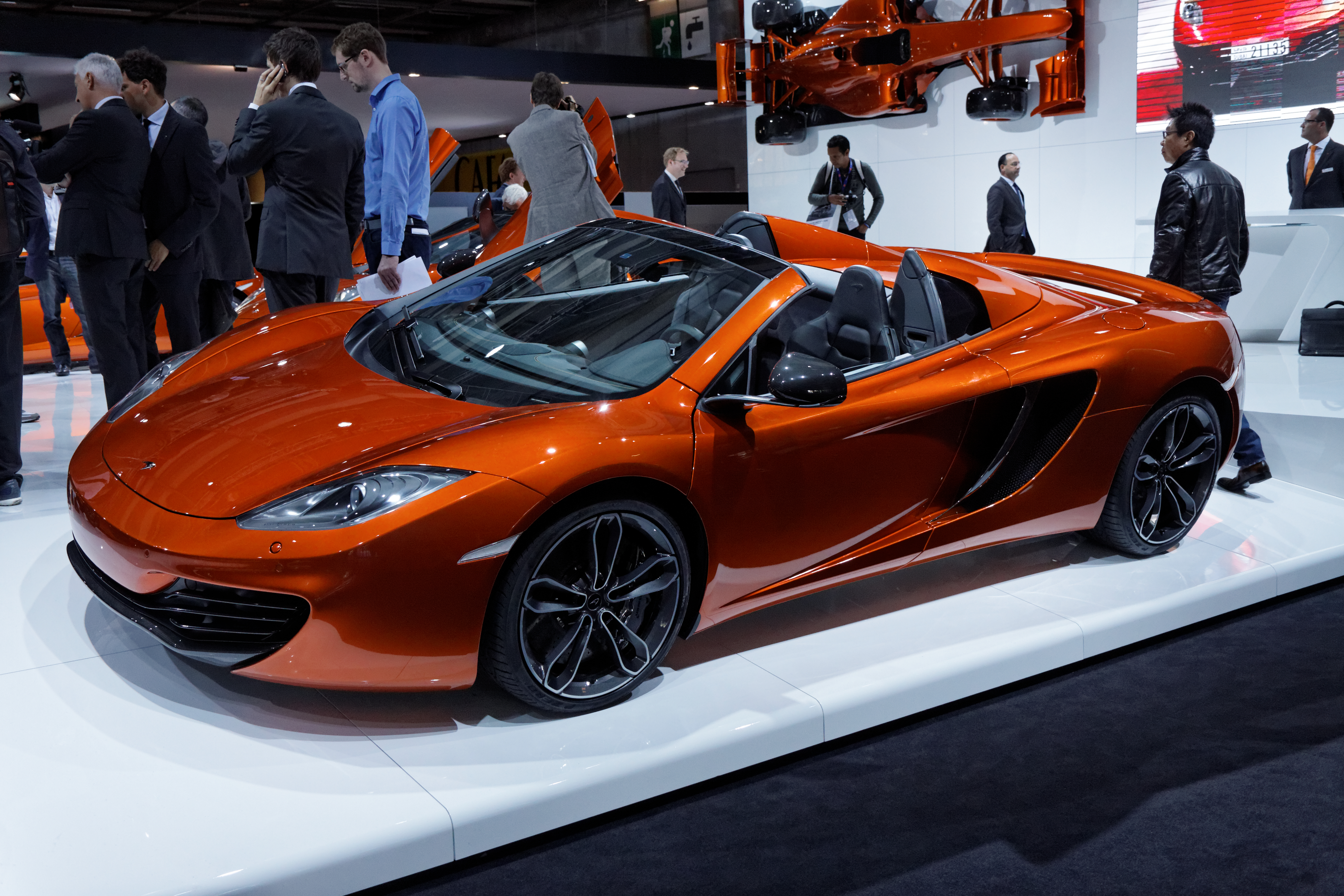
McLaren MP4-12C Spider.
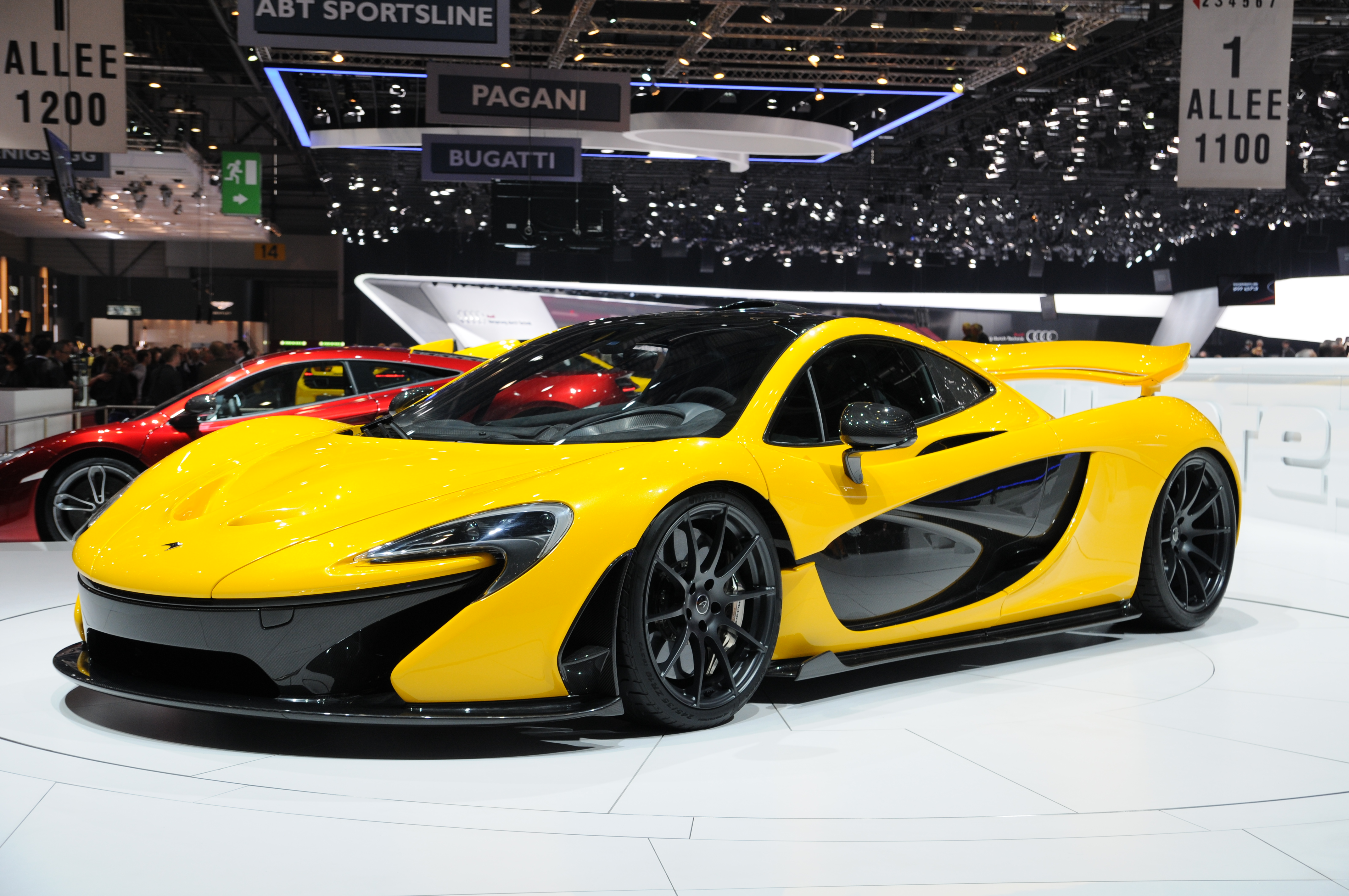
McLaren P1, 2013.
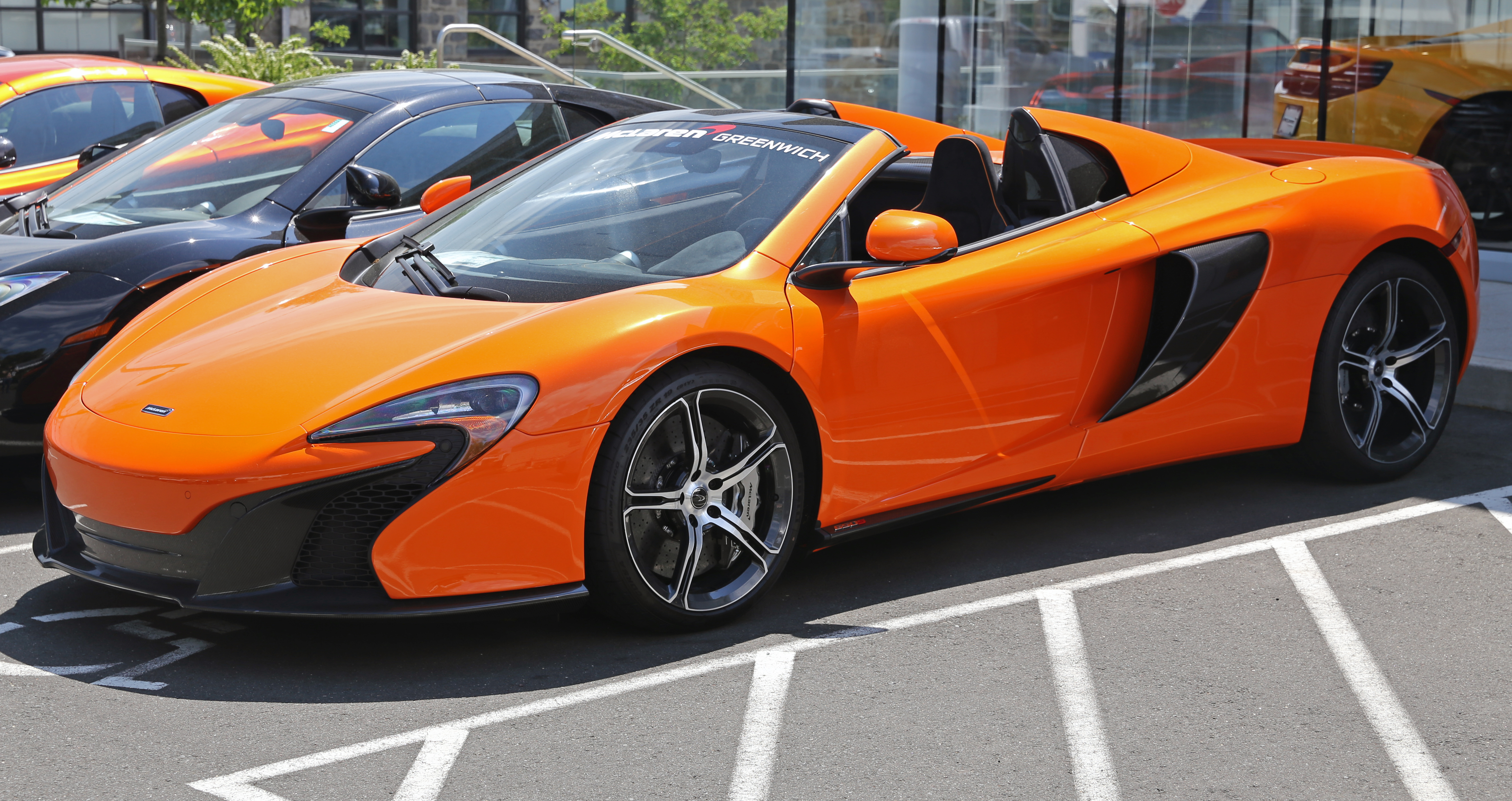
McLaren 650 S, 2014.
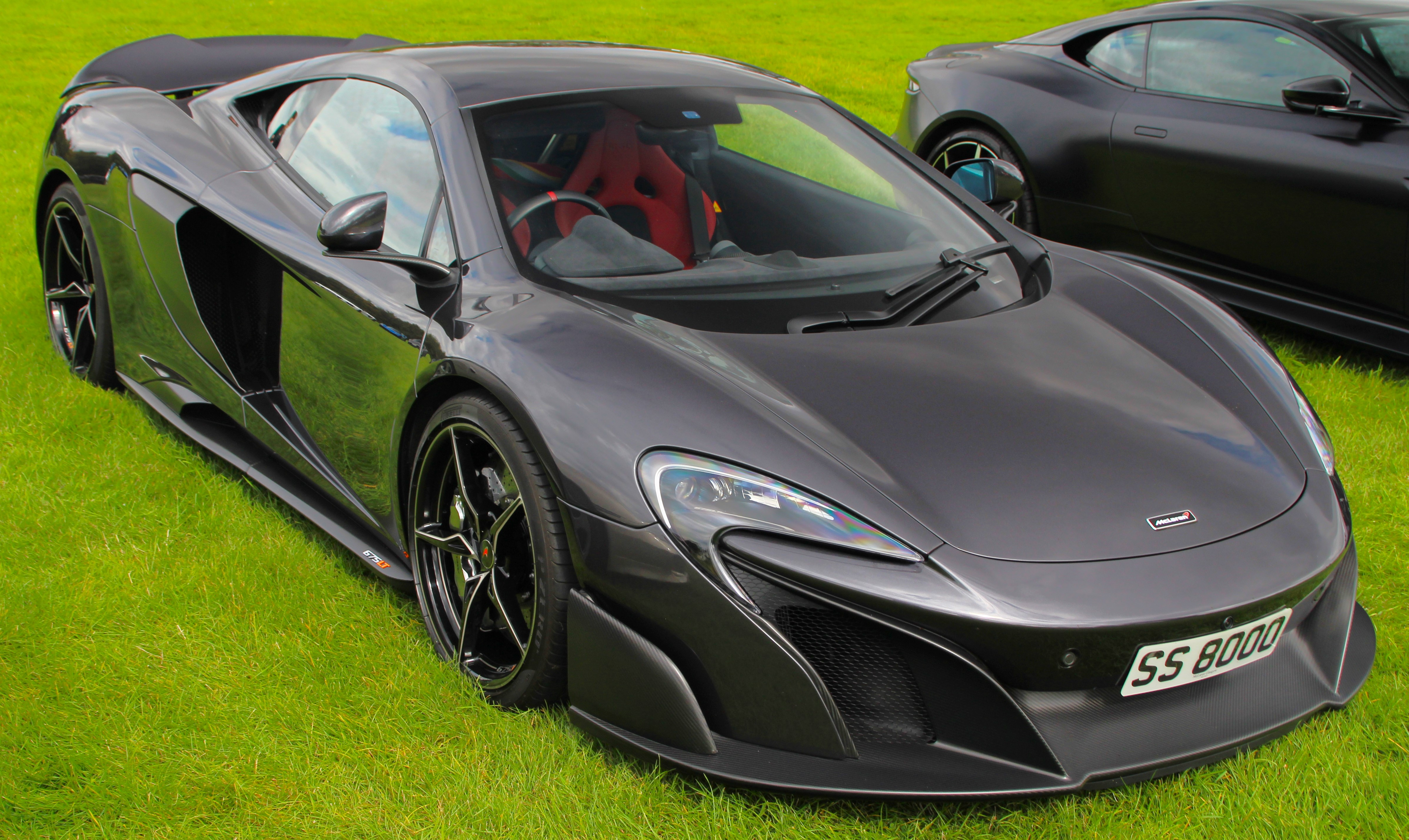
McLaren 675LT, 2015.
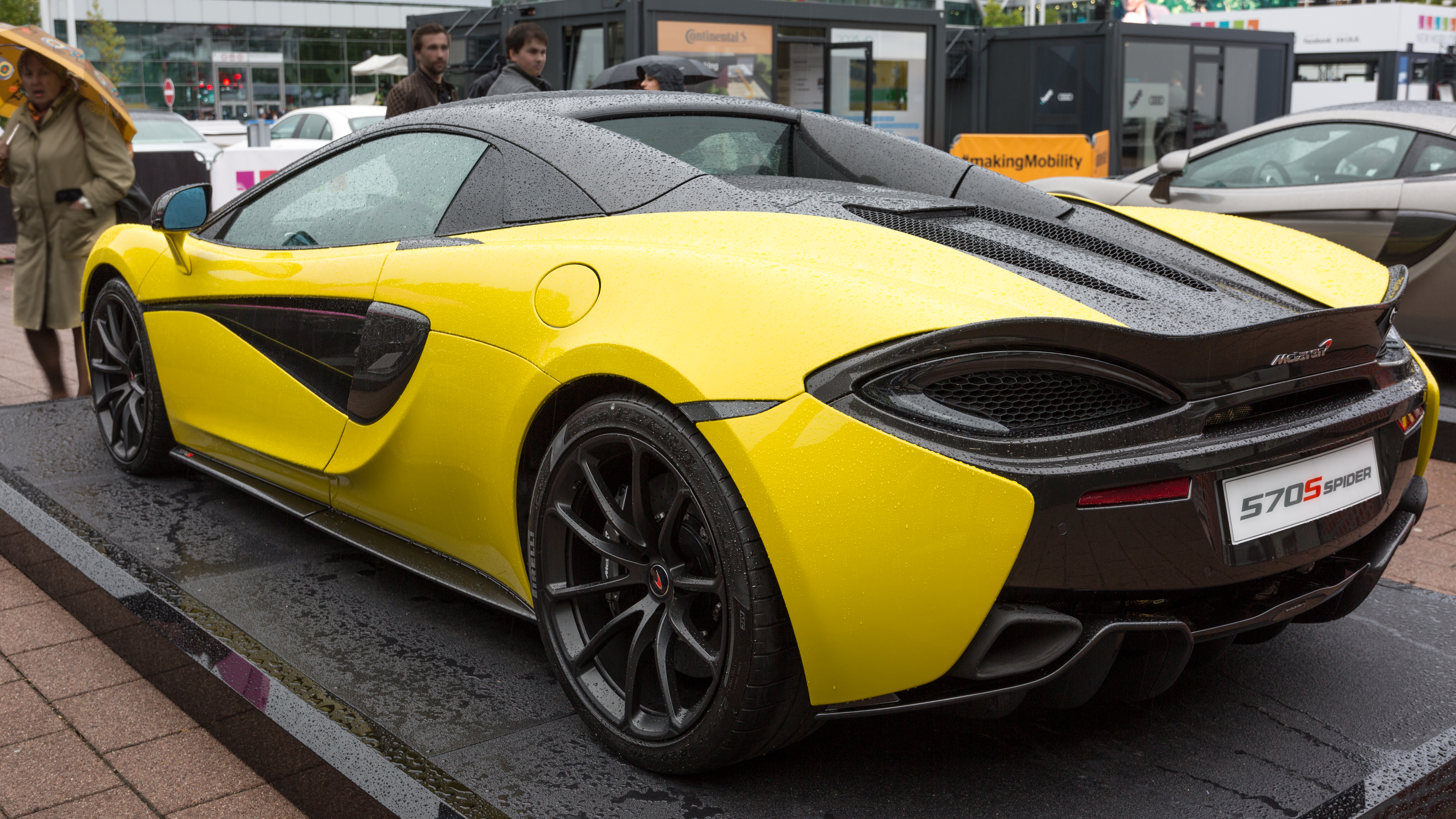
McLaren 570S, 2015.
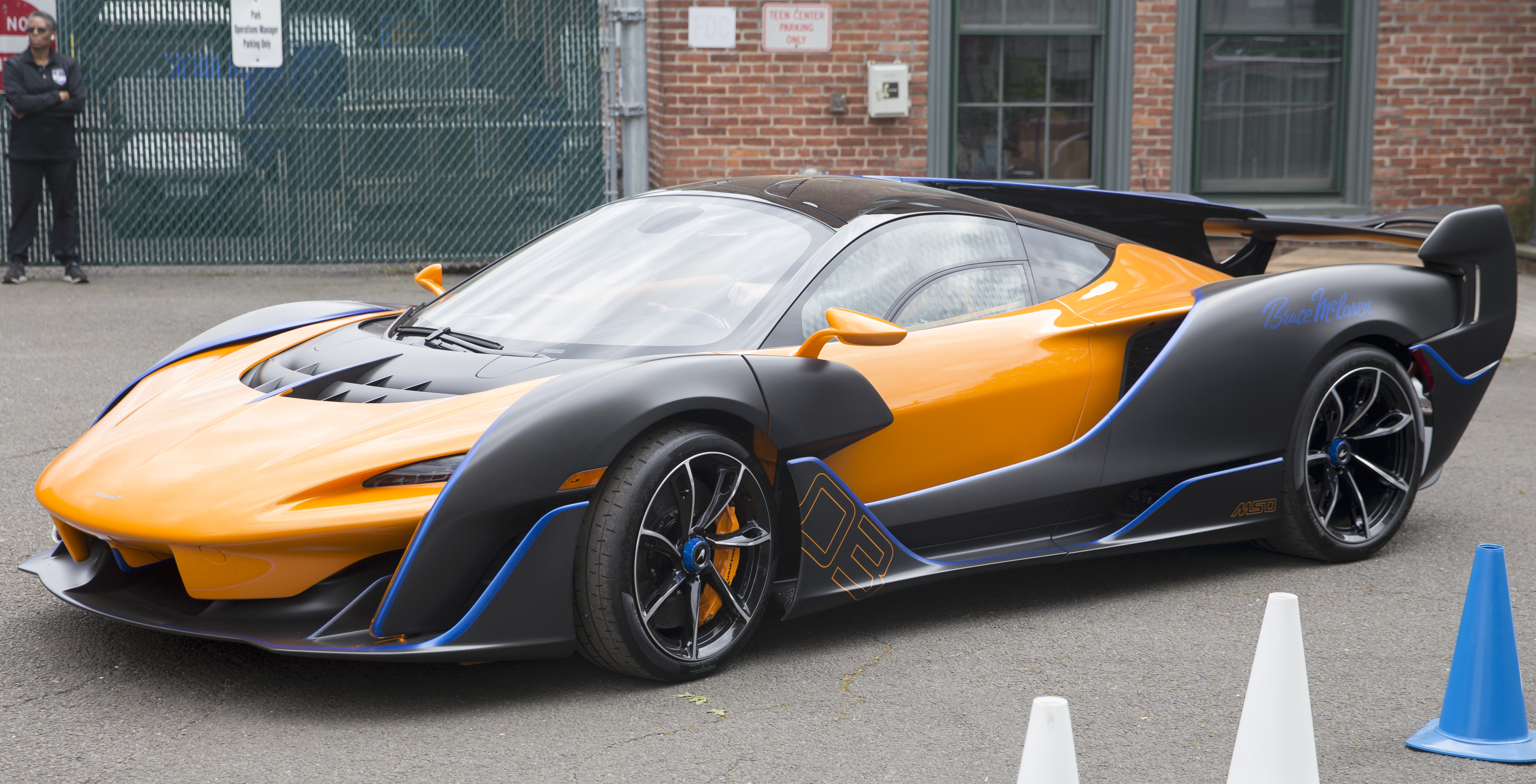
McLaren Sabre, 2017.
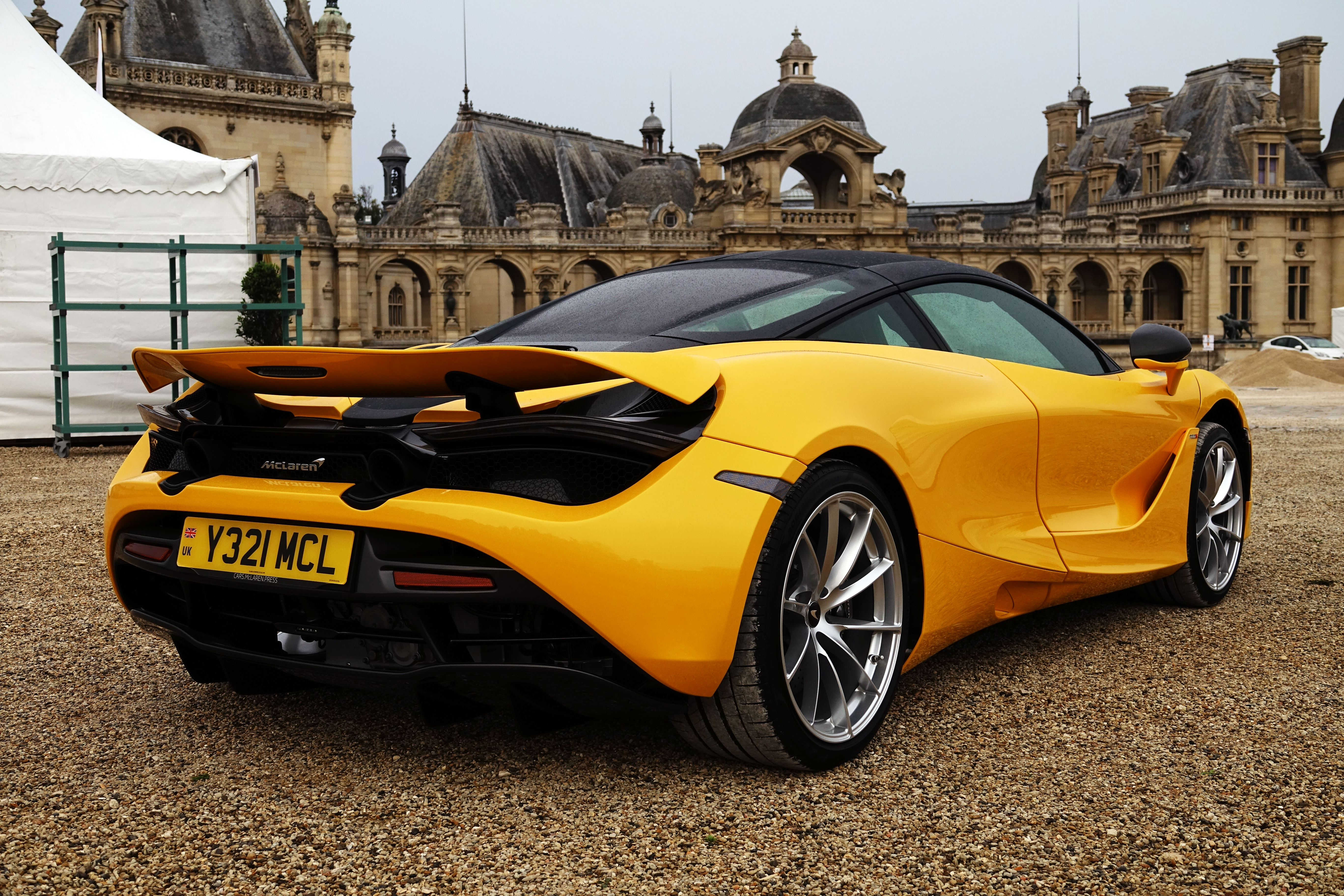
McLaren 720S coupé, 2017.
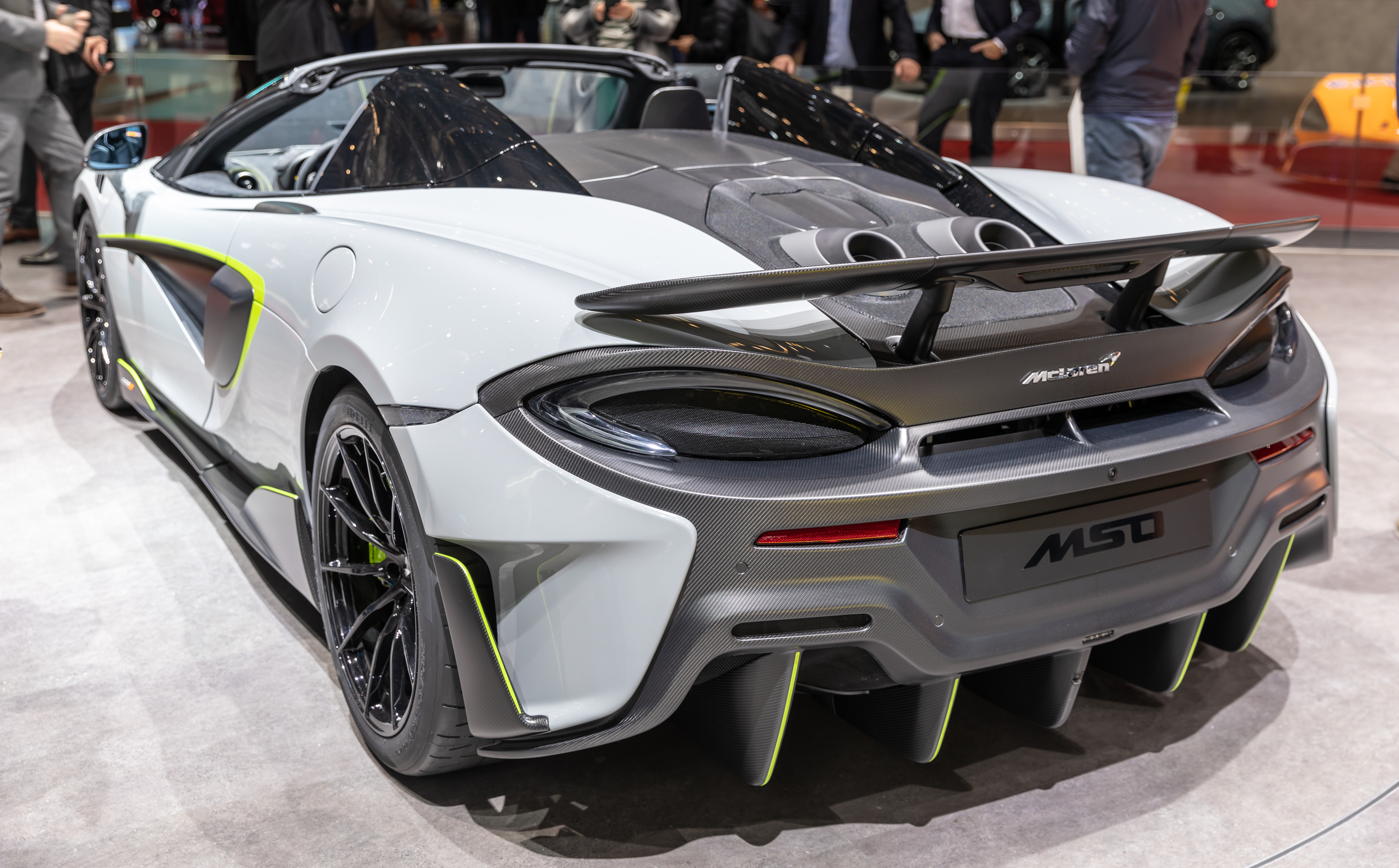
McLaren 600LT, 2018 (spider en 2019).
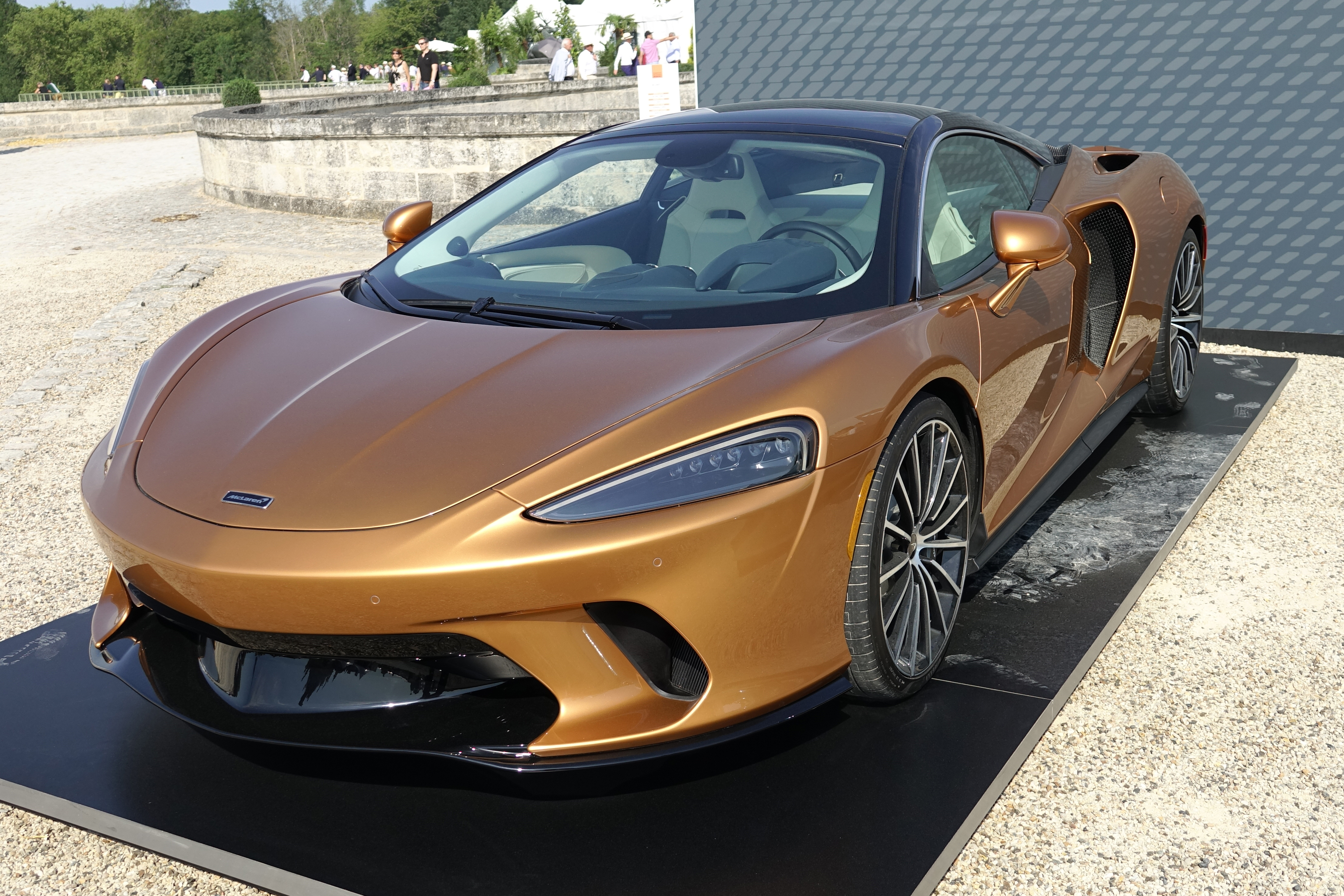
McLaren GT, 2019.
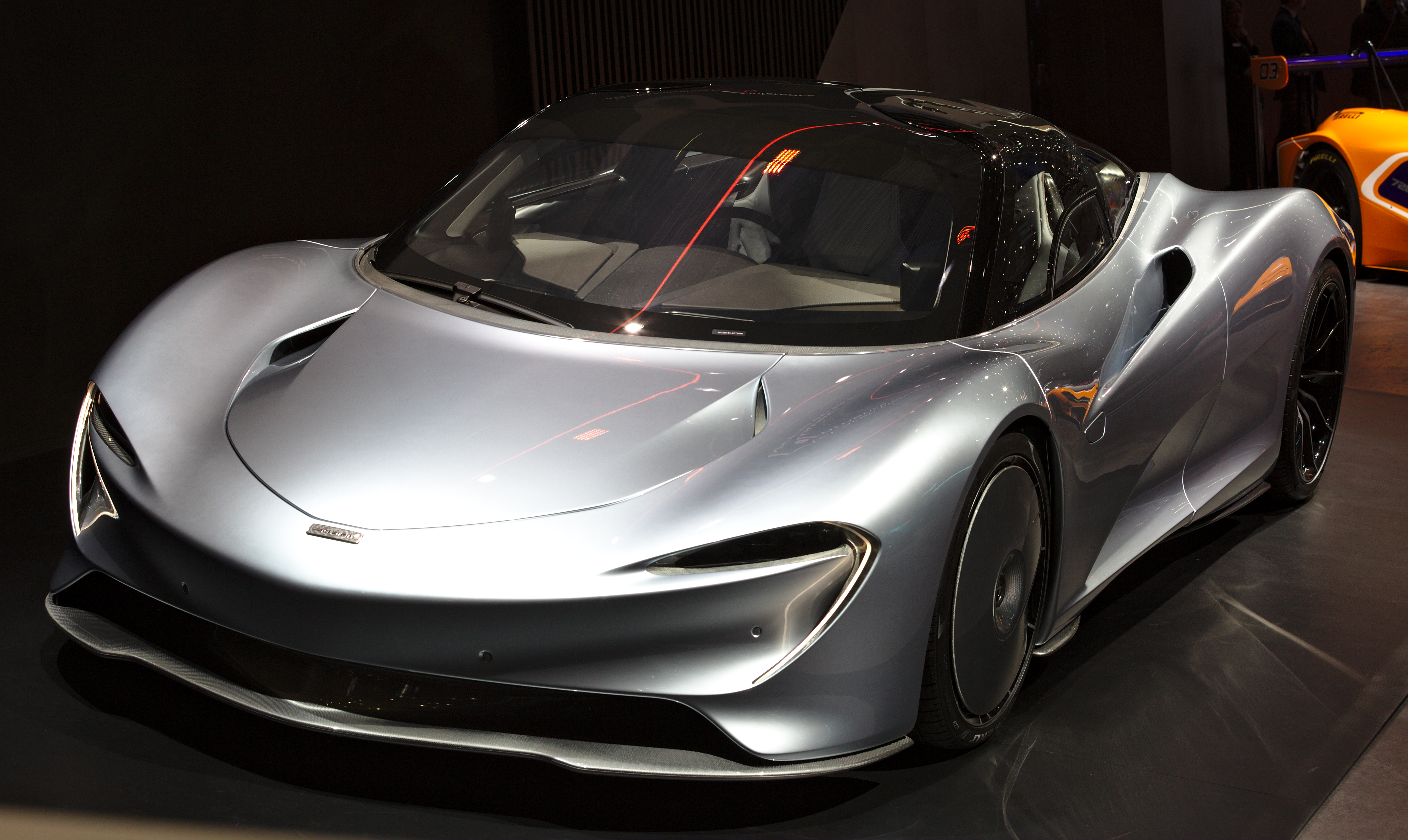
McLaren Speedtail, 2019.
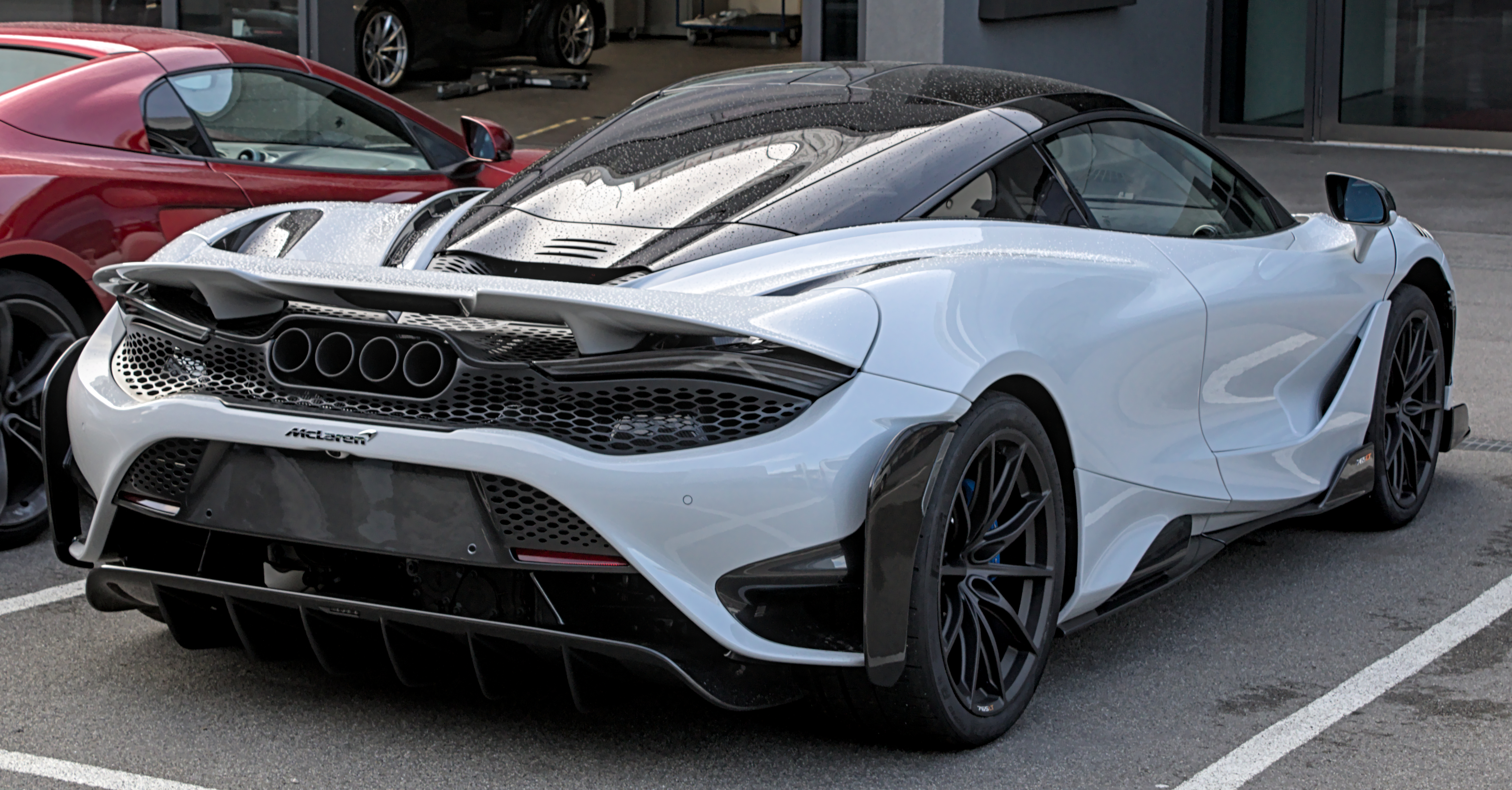
McLaren 765LT coupé, 2020.
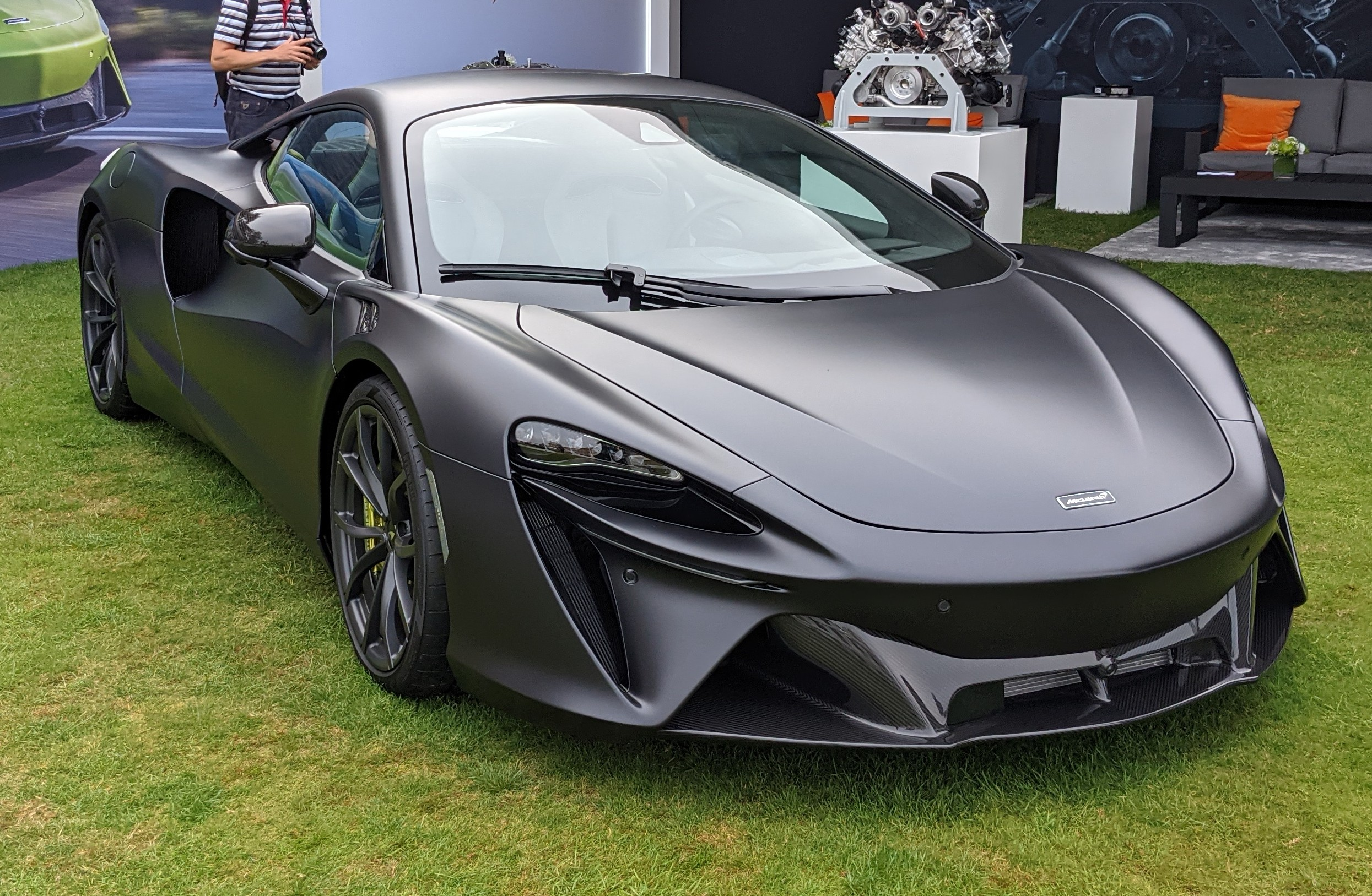
McLaren Artura, 2021.
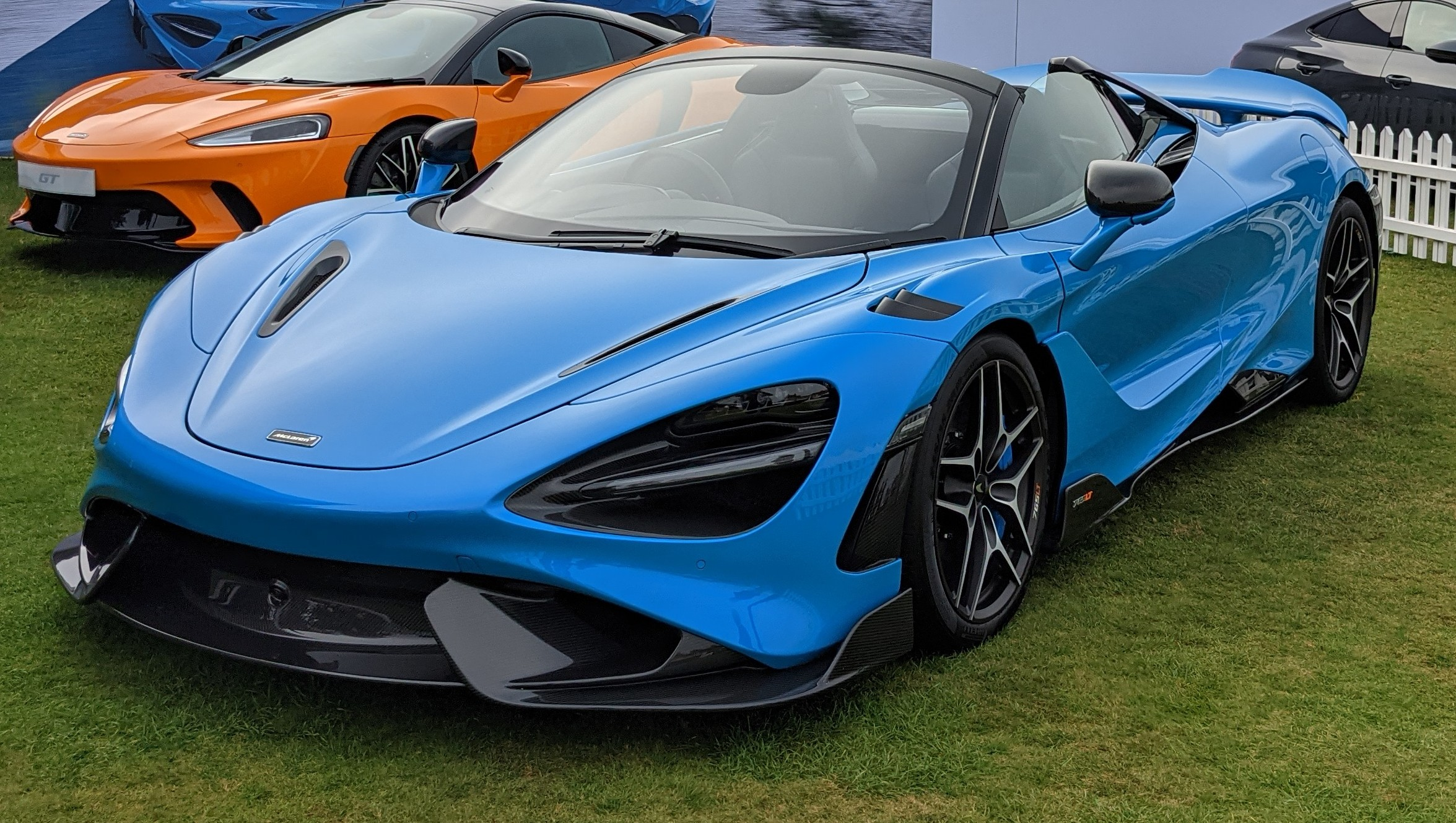
McLaren 765LT Spider, 2021.
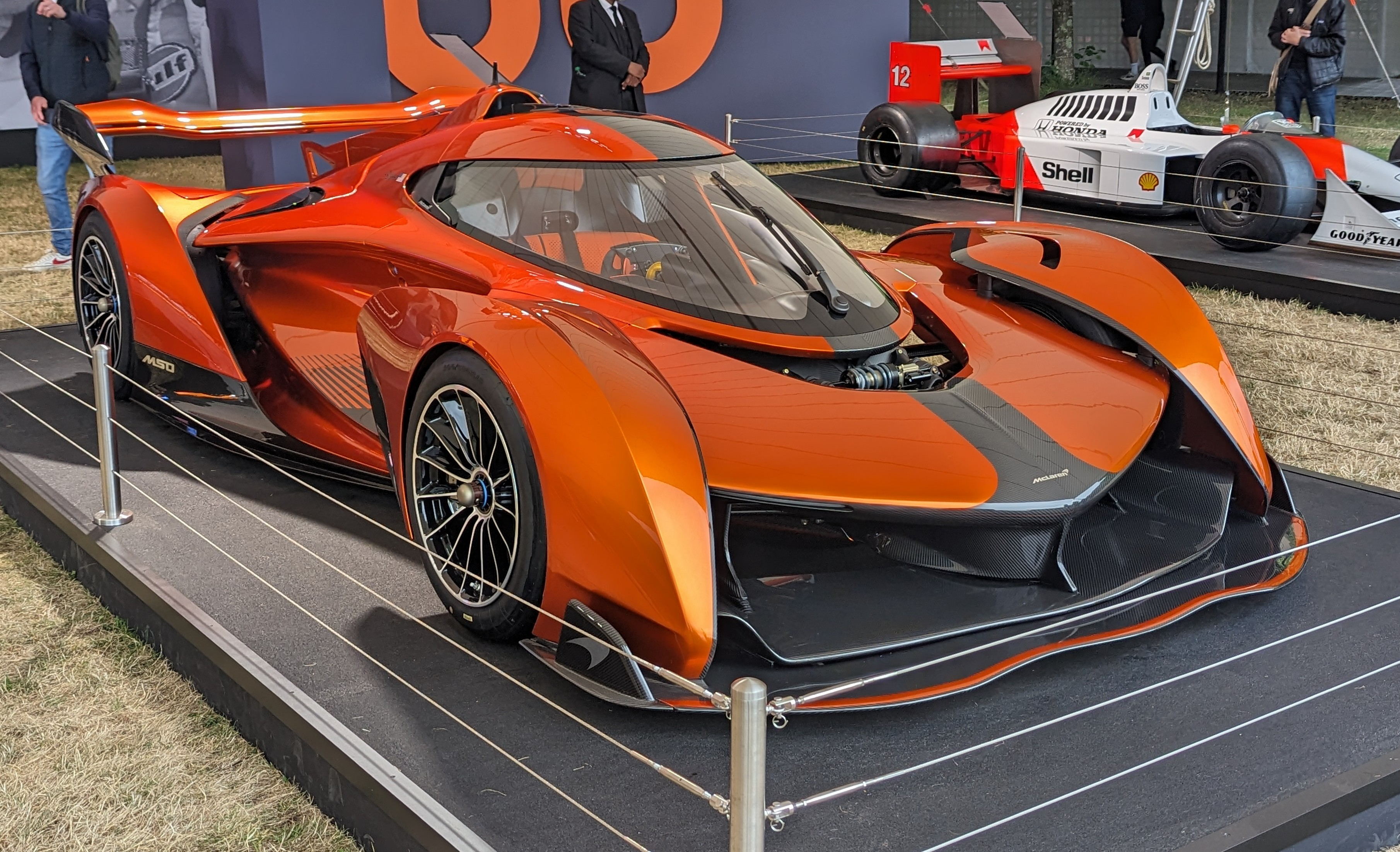
McLaren Solus GT, 2023.
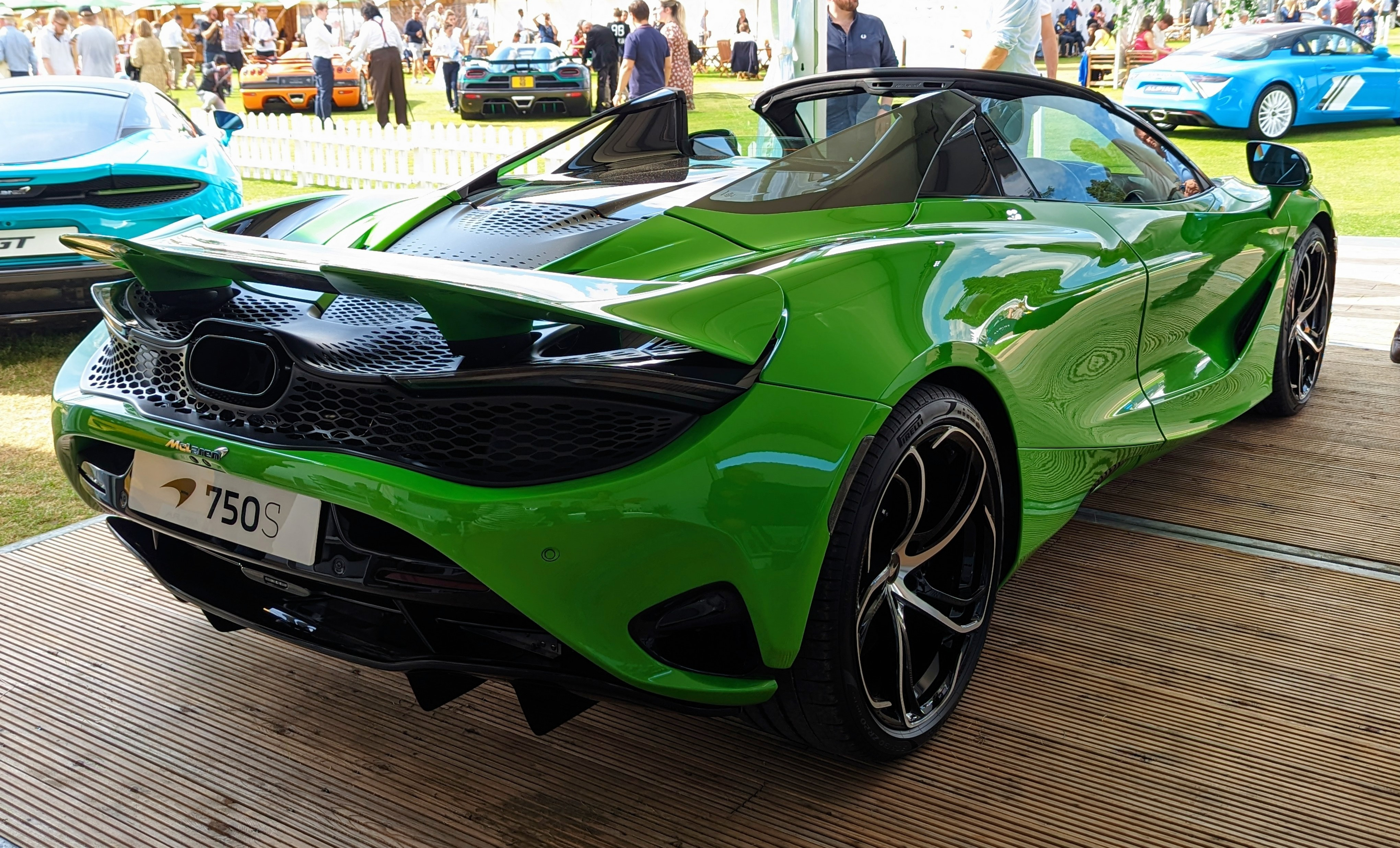
McLaren 750S, 2023.

Exemple de versions GT, GTR, LM, GTR LT, GT3, GTR LM, et autres.
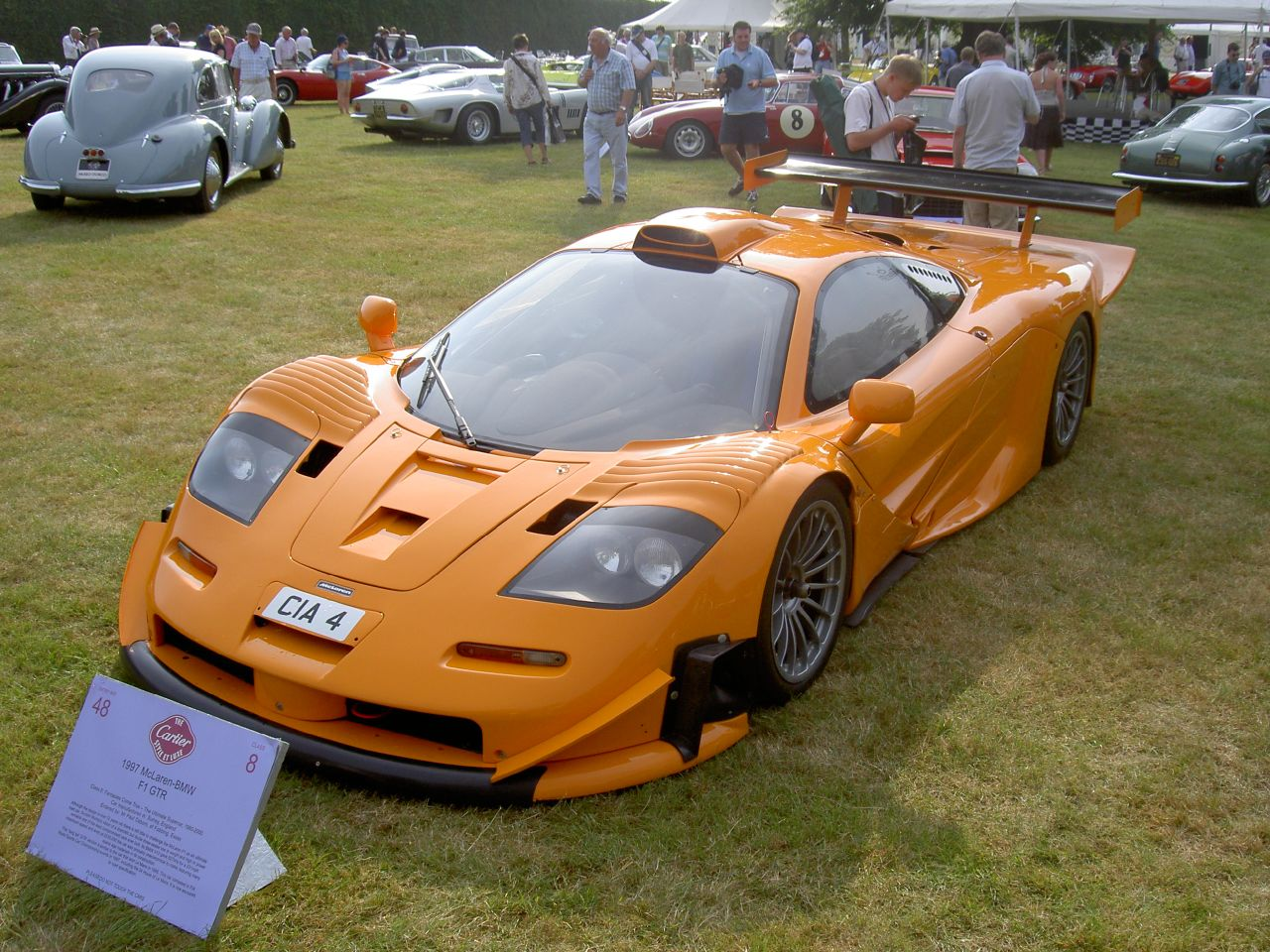
McLaren F1 GTR.
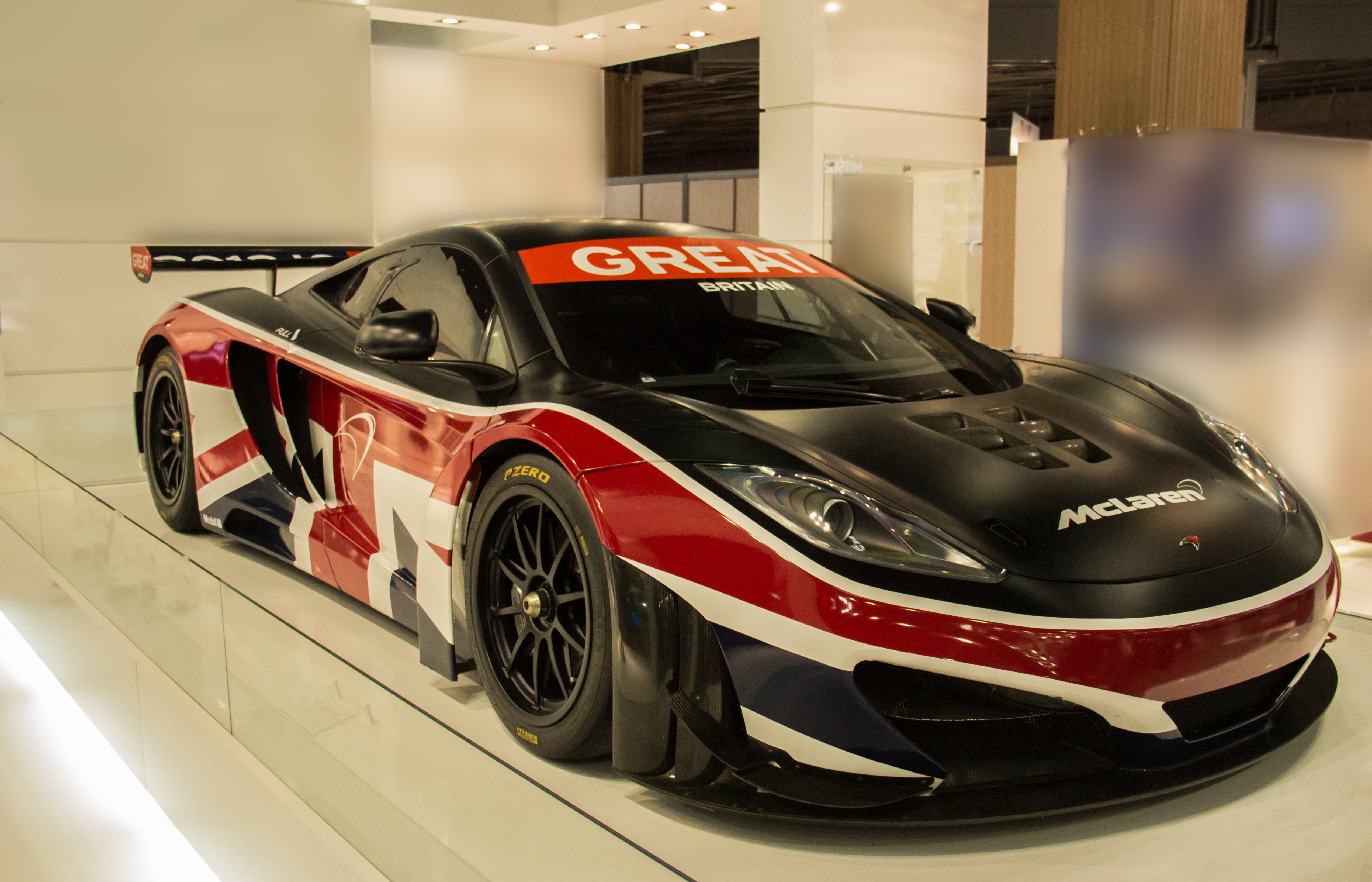
McLaren MP4-12C GT3.
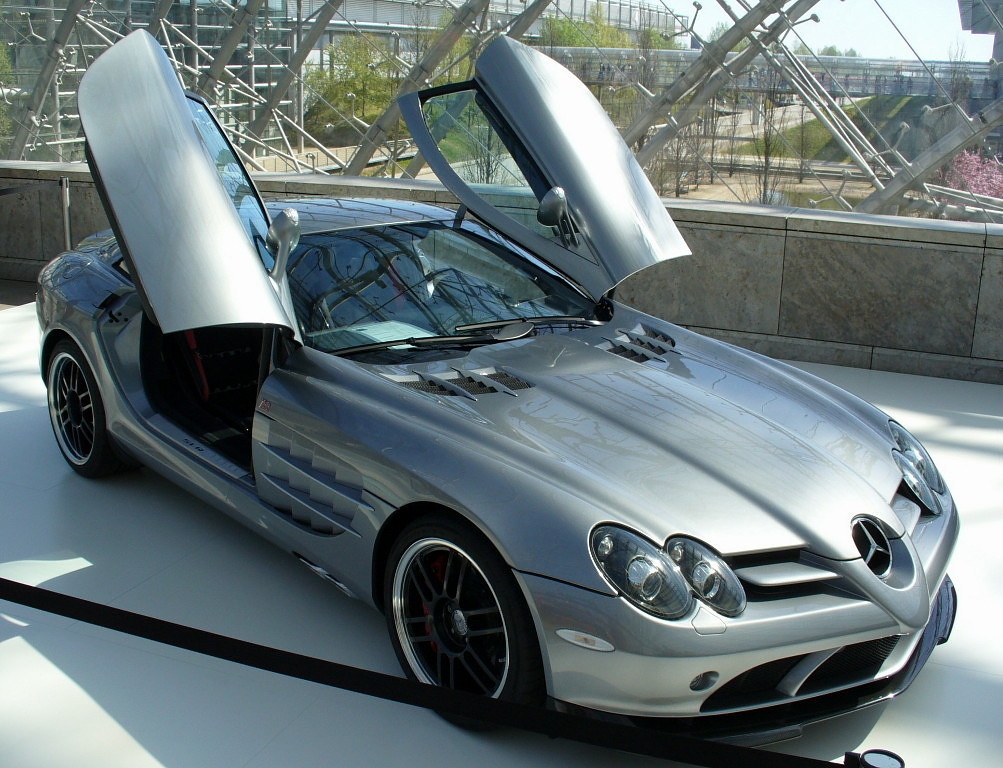
Mercedes-Benz SLR McLaren.
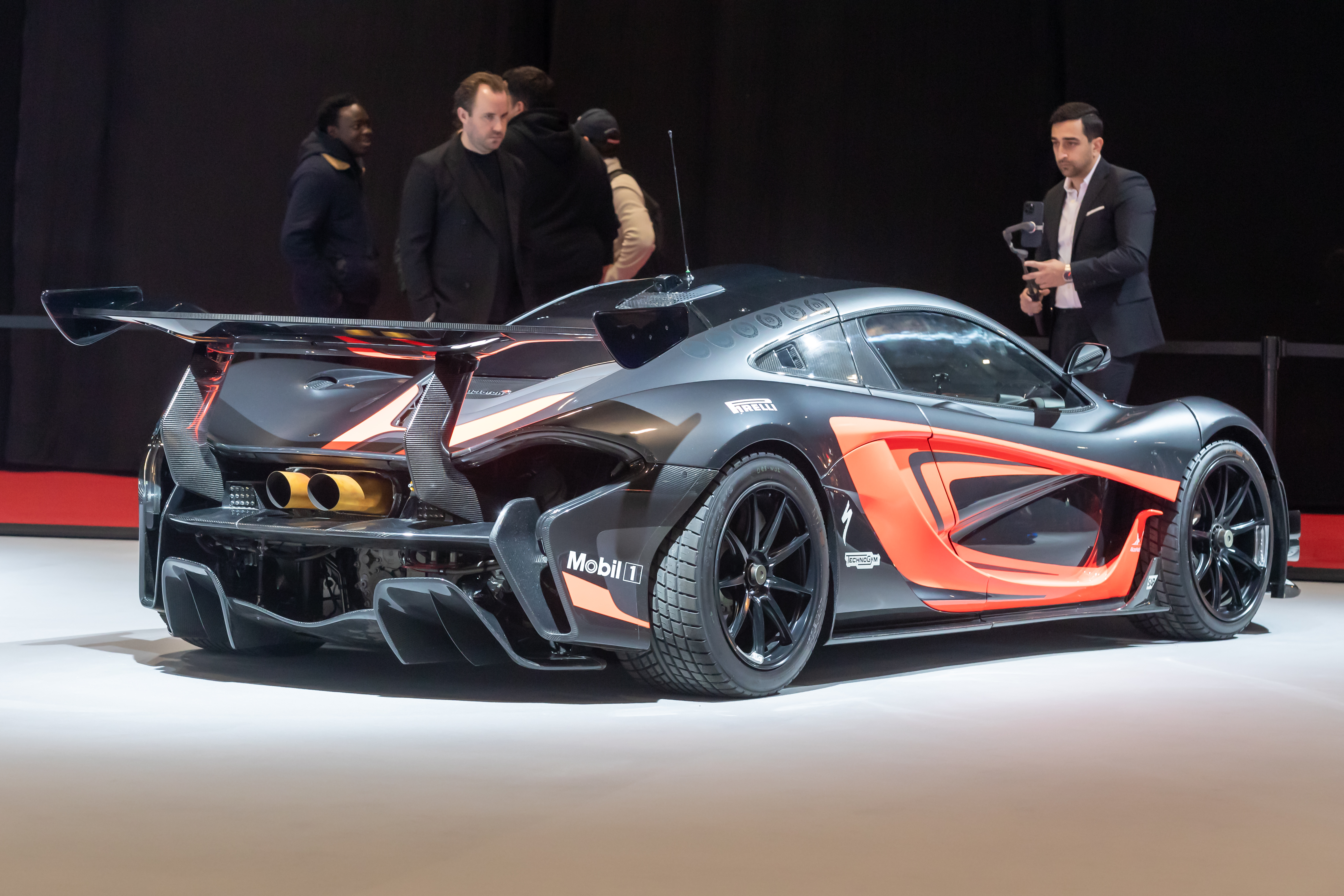
McLaren P1 GTR.
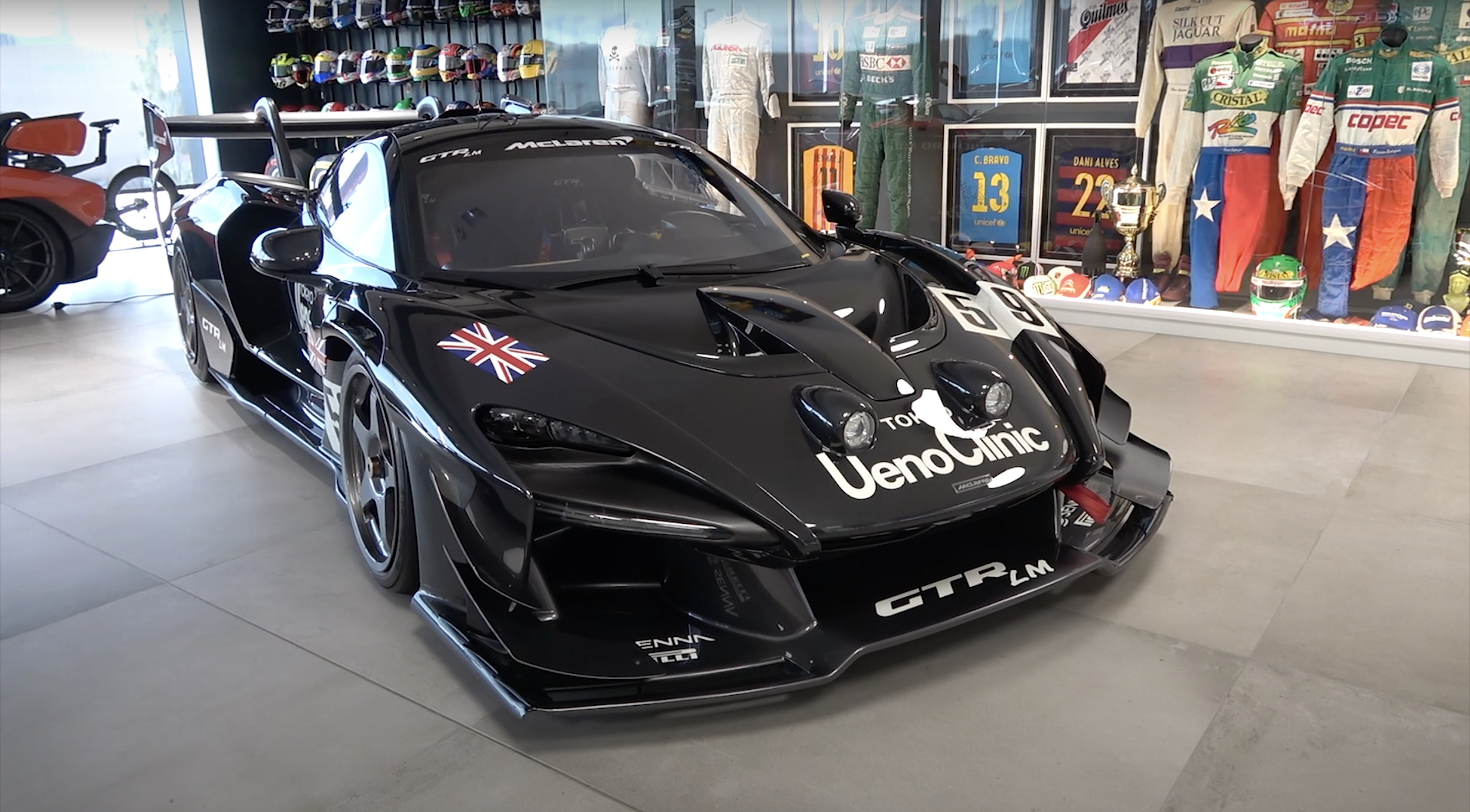
McLaren Senna GTR LM.

En 1992, McLaren Cars présente sa première création, la McLaren F1. Œuvre de Gordon Murray, ingénieur issu du milieu de la Formule 1, la McLaren F1 est déclinée au fil des années en plusieurs versions : McLaren LM, McLaren GT et McLaren GTR.
En 1998, prolongement logique du partenariat entre l'écurie McLaren Racing et Mercedes en Formule 1, McLaren Cars et Mercedes-Benz s'associent pour concevoir la Mercedes-Benz SLR McLaren.
En 2011 la ,m e commercialise la McLaren MP4-12C et crée l'antenne de personnalisation appelée MSO, suivie l'année suivante par la McLaren P1 présentée au mondial de l'automobile de Paris 2012.
En 2014, la McLaren 650S est présentée au salon de Genève et remplace la 12C. Puis en 2015, la 675LT est présentée au salon de Genève. Il s'agit d'une version radicale, plus légère et plus puissante, de la 650S.
En 2017, la 720S prend la relève de la 650 S.
En mai 2019, le constructeur annonce avoir produit son 20 000e exemplaire de McLaren en huit ans. Il s'agit d'un 600LT Spider grise (Chicane Grey).
En 2020, à la suite de la crise sanitaire liée à la pandémie de Covid-19 au Royaume-Uni, le constructeur endetté supprime 1 200 emplois sur un effectif de 4 000. En septembre 2020, le constructeur annonce la mise en vente de son siège de Woking comprenant le centre de technologie McLaren (centre de recherche), le centre de production McLaren (usine) et le centre de direction de la pensée McLaren (bureaux) pour en devenir le locataire.

### Gamme
Le nom des modèles est composé d'un nombre indiquant la puissance du moteur suivi d'une lettre signifiant S pour Sport, GT pour Grand Tourisme, C pour Club et LT pour Long Tail (longue queue).
La gamme est divisée en trois séries :
- Sport Series : 540C, 570S, 570GT, 600LT, 620R, Artura
- Super Series : MP4-12C, 650S, 675LT, 720S, 750S, 765LT
- Ultimate Series : Elva, Speedtail, Senna, P1, W1, Sabre

## Production
- 1993-1998 : F1, déclinée en LM, GT, GTR et GTR LT
- 2003-2010 : Mercedes-Benz SLR McLaren, déclinée en S, GT et Stirling Moss
- 2011-2014 : MP4-12C, déclinée en Spider et GT3 de course
- 2012 : X-1 (concept car, un exemplaire)
- 2013 : P1, modèle hybride, déclinée en GTR, en LM, en GT et en GTR LT
- 2014 : 650S, coupé et Spider, GT3 de course
- 2014 : 625C, coupé et Spider (modèle uniquement destiné au marché Asiatique)
- 2015 : 675LT, coupé et Spider
- 2015 : 570S, coupé
- 2015 : 540C, coupé
- 2015 : 570S Spider, Spider
- 2015 : 570GT, coupé
- 2016 : 688 MSO HS, coupé (seulement 25 exemplaires, pas dévoilée à la presse)
- 2017 : 720S, coupé
- 2018 : Senna, coupé[7], déclinée en GTR, en LM, en GTR LM et en Can-Am
- 2018 : 600LT, coupé
- 2019 : 600LT, Spider
- 2019 : 720S Spider
- 2019 : GT, coupé
- 2020 : Speedtail, coupé
- 2020 : Elva, speedster
- 2020 : 620R, coupé
- 2020 : 765LT, coupé
- 2020 : Sabre, coupé (15 exemplaires, vendus uniquement à la concession de Beverly Hills)
- 2021 : Artura, coupé
- 2021 : 765LT, spider
- 2022 : Solus GT, supercar monoplace carénée[8]
- 2023 : 750S, coupé et spider
- 2024 : GTS, coupé
- 2024 : Artura, spider
- 2025 : W1, supercar coupé

### Chiffres de vente
Depuis sa renaissance en 2010 grâce à la McLaren MP4-12C, en l'espace de sept ans seulement, McLaren a porté ses ventes au niveau de son concurrent Lamborghini.
McLaren Automotive enregistre en 2013 un chiffre d'affaires de 285,4 millions de livres.
| Année | Ventes | Ventes | Ventes | Ventes | Ventes | Ventes | Ventes | Ventes | Ventes | Ventes | Ventes | Ventes | Ventes | Ventes | Ventes | Ventes | Ventes | Ventes | Ventes | Ventes | Ventes | Ventes | Ventes | Ventes | Ventes | Ventes | Ventes | Ventes | Ventes | Ventes | Ventes | Ventes | Ventes | Ventes | Ventes | Ventes | Ventes | Ventes | Ventes | Ventes | Ventes | Ventes | Ventes | Ventes | Ventes | Ventes | Ventes | Ventes | Ventes | Ventes | Ventes |
| ----- | ------ | ------ | ------ | ------ | ------ | ------ | ------ | ------ | ------ | ------ | ------ | ------ | ------ | ------ | ------ | ------ | ------ | ------ | ------ | ------ | ------ | ------ | ------ | ------ | ------ | ------ | ------ | ------ | ------ | ------ | ------ | ------ | ------ | ------ | ------ | ------ | ------ | ------ | ------ | ------ | ------ | ------ | ------ | ------ | ------ | ------ | ------ | ------ | ------ | ------ | ------ |
| Année |        |        |        |        |        |        |        |        |        |        | 1 000  |        |        |        |        |        |        |        |        |        | 2 000  |        |        |        |        |        |        |        |        |        | 3 000  |        |        |        |        |        |        |        |        |        | 4 000  |        |        |        |        |        |        |        |        |        | 5 000  |
| 2013  | 1 362  | 1 362  | 1 362  | 1 362  | 1 362  | 1 362  | 1 362  | 1 362  | 1 362  | 1 362  | 1 362  | 1 362  | 1 362  |        |        |        |        |        |        |        |        |        |        |        |        |        |        |        |        |        |        |        |        |        |        |        |        |        |        |        |        |        |        |        |        |        |        |        |        |        |        |
| 2014  | 1 648  | 1 648  | 1 648  | 1 648  | 1 648  | 1 648  | 1 648  | 1 648  | 1 648  | 1 648  | 1 648  | 1 648  | 1 648  | 1 648  | 1 648  | 1 648  |        |        |        |        |        |        |        |        |        |        |        |        |        |        |        |        |        |        |        |        |        |        |        |        |        |        |        |        |        |        |        |        |        |        |        |
| 2015  | 1 654  | 1 654  | 1 654  | 1 654  | 1 654  | 1 654  | 1 654  | 1 654  | 1 654  | 1 654  | 1 654  | 1 654  | 1 654  | 1 654  | 1 654  | 1 654  |        |        |        |        |        |        |        |        |        |        |        |        |        |        |        |        |        |        |        |        |        |        |        |        |        |        |        |        |        |        |        |        |        |        |        |
| 2016  | 3 286  | 3 286  | 3 286  | 3 286  | 3 286  | 3 286  | 3 286  | 3 286  | 3 286  | 3 286  | 3 286  | 3 286  | 3 286  | 3 286  | 3 286  | 3 286  | 3 286  | 3 286  | 3 286  | 3 286  | 3 286  | 3 286  | 3 286  | 3 286  | 3 286  | 3 286  | 3 286  | 3 286  | 3 286  | 3 286  | 3 286  | 3 286  |        |        |        |        |        |        |        |        |        |        |        |        |        |        |        |        |        |        |        |
| 2017  | 3 340  | 3 340  | 3 340  | 3 340  | 3 340  | 3 340  | 3 340  | 3 340  | 3 340  | 3 340  | 3 340  | 3 340  | 3 340  | 3 340  | 3 340  | 3 340  | 3 340  | 3 340  | 3 340  | 3 340  | 3 340  | 3 340  | 3 340  | 3 340  | 3 340  | 3 340  | 3 340  | 3 340  | 3 340  | 3 340  | 3 340  | 3 340  | 3 340  |        |        |        |        |        |        |        |        |        |        |        |        |        |        |        |        |        |        |
| 2018  | 4 863  | 4 863  | 4 863  | 4 863  | 4 863  | 4 863  | 4 863  | 4 863  | 4 863  | 4 863  | 4 863  | 4 863  | 4 863  | 4 863  | 4 863  | 4 863  | 4 863  | 4 863  | 4 863  | 4 863  | 4 863  | 4 863  | 4 863  | 4 863  | 4 863  | 4 863  | 4 863  | 4 863  | 4 863  | 4 863  | 4 863  | 4 863  | 4 863  | 4 863  | 4 863  | 4 863  | 4 863  | 4 863  | 4 863  | 4 863  | 4 863  | 4 863  | 4 863  | 4 863  | 4 863  | 4 863  | 4 863  | 4 863  |        |        |        |
| 2019  | 4 765  | 4 765  | 4 765  | 4 765  | 4 765  | 4 765  | 4 765  | 4 765  | 4 765  | 4 765  | 4 765  | 4 765  | 4 765  | 4 765  | 4 765  | 4 765  | 4 765  | 4 765  | 4 765  | 4 765  | 4 765  | 4 765  | 4 765  | 4 765  | 4 765  | 4 765  | 4 765  | 4 765  | 4 765  | 4 765  | 4 765  | 4 765  | 4 765  | 4 765  | 4 765  | 4 765  | 4 765  | 4 765  | 4 765  | 4 765  | 4 765  | 4 765  | 4 765  | 4 765  | 4 765  | 4 765  | 4 765  |        |        |        |        |
| 2020  | 1 649  | 1 649  | 1 649  | 1 649  | 1 649  | 1 649  | 1 649  | 1 649  | 1 649  | 1 649  | 1 649  | 1 649  | 1 649  | 1 649  | 1 649  | 1 649  |        |        |        |        |        |        |        |        |        |        |        |        |        |        |        |        |        |        |        |        |        |        |        |        |        |        |        |        |        |        |        |        |        |        |        |